# Gamsspitzl
Le Gamsspitzl est une montagne qui s’élève à 3 050 m d’altitude dans les Alpes de Stubai, en Autriche.